# Castanya

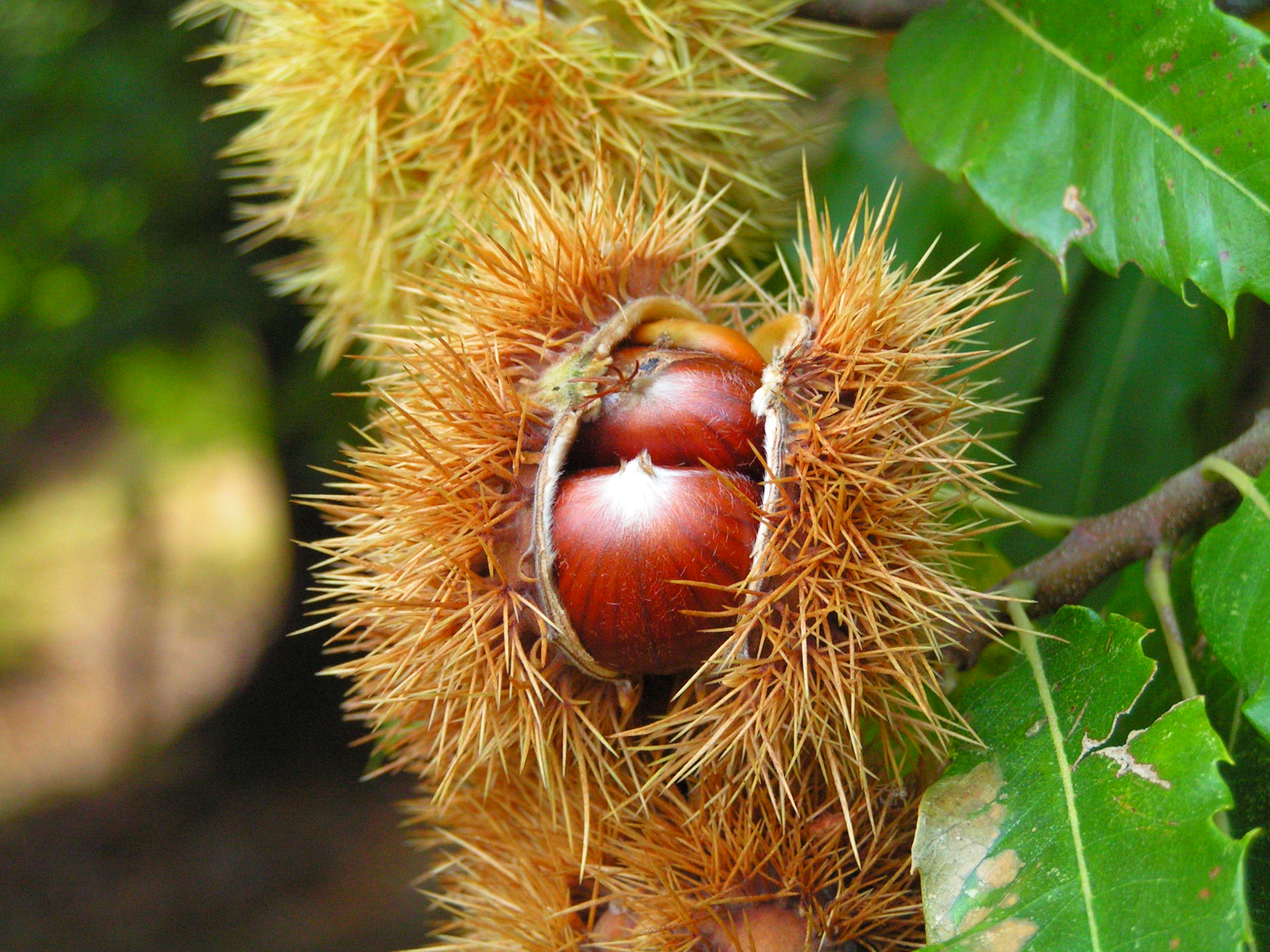
Castanyes

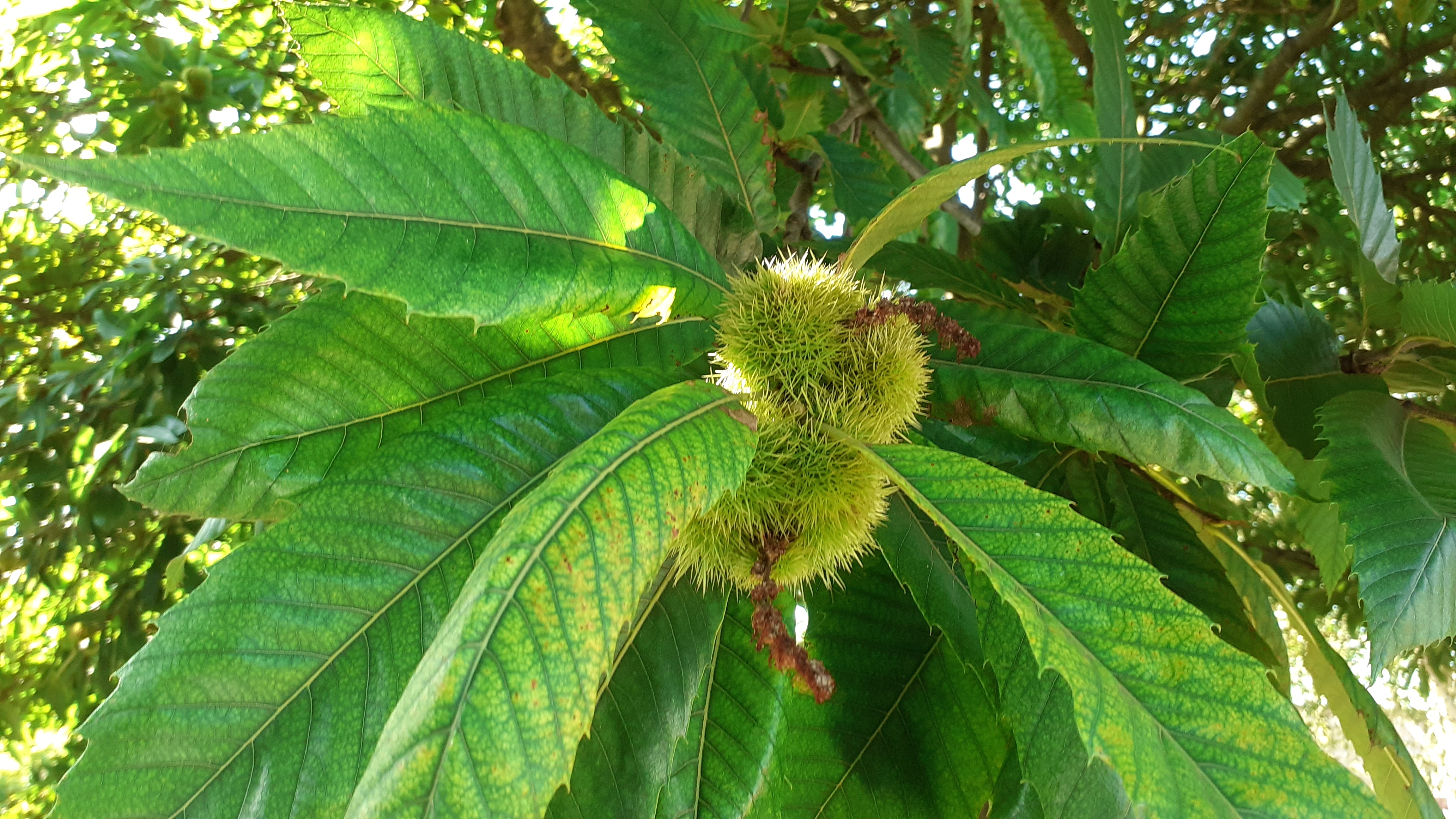
Castanya closa en el pelló

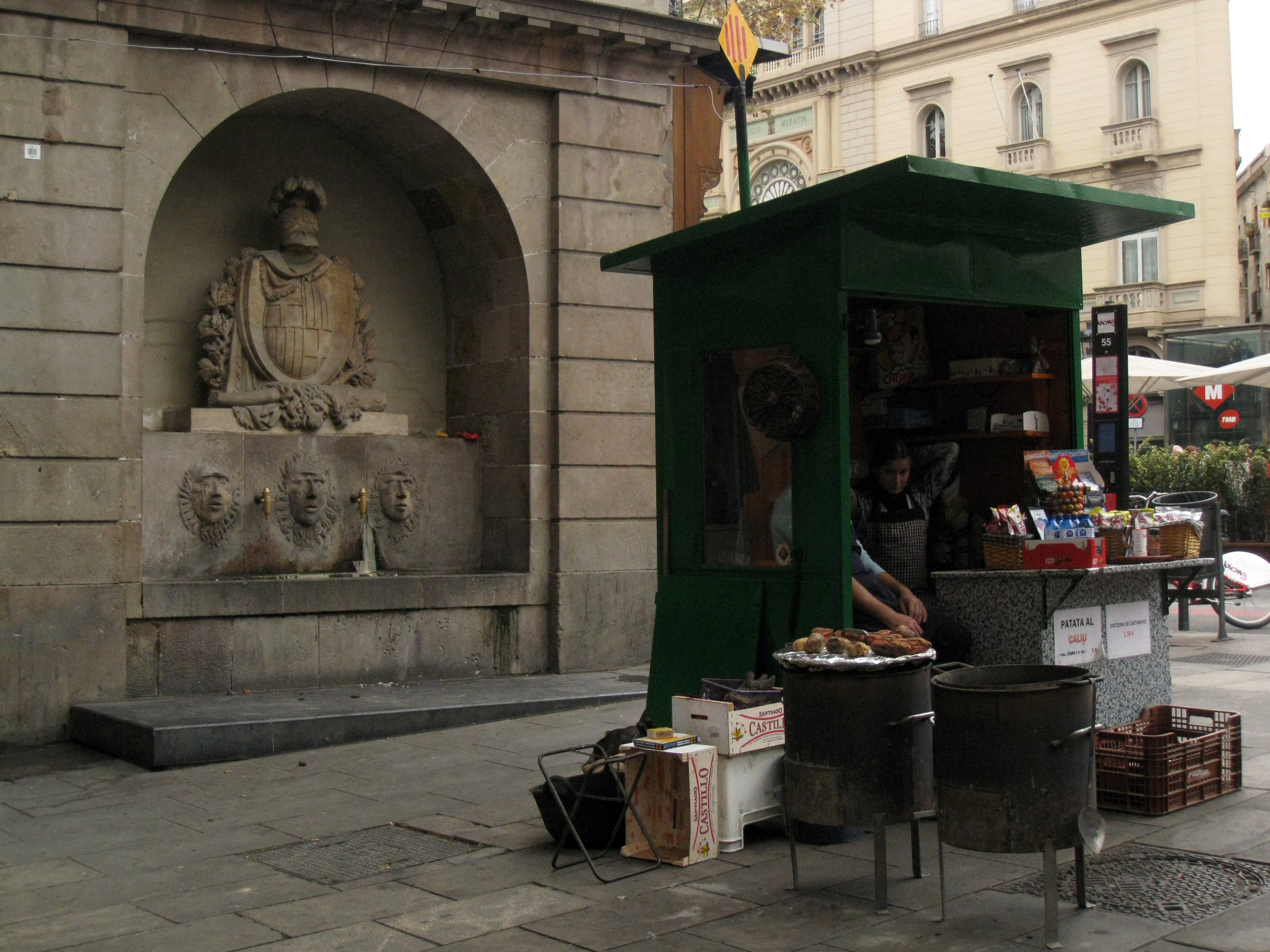
Parada de torrar castanyes davant la font del Pla de la Boqueria, a la Rambla de Barcelona

La castanya és la fruita del castanyer, arbre de la família de les fagàcies. És comestible i molt apreciada com a aliment a algunes zones del món. Als Països Catalans protagonitza, junt amb els panellets i els moniatos, la tradicional festa de la Castanyada. Les castanyes són també la principal font d'aliment de les larves de molts lepidòpters.

## Gastronomia

### Catalunya

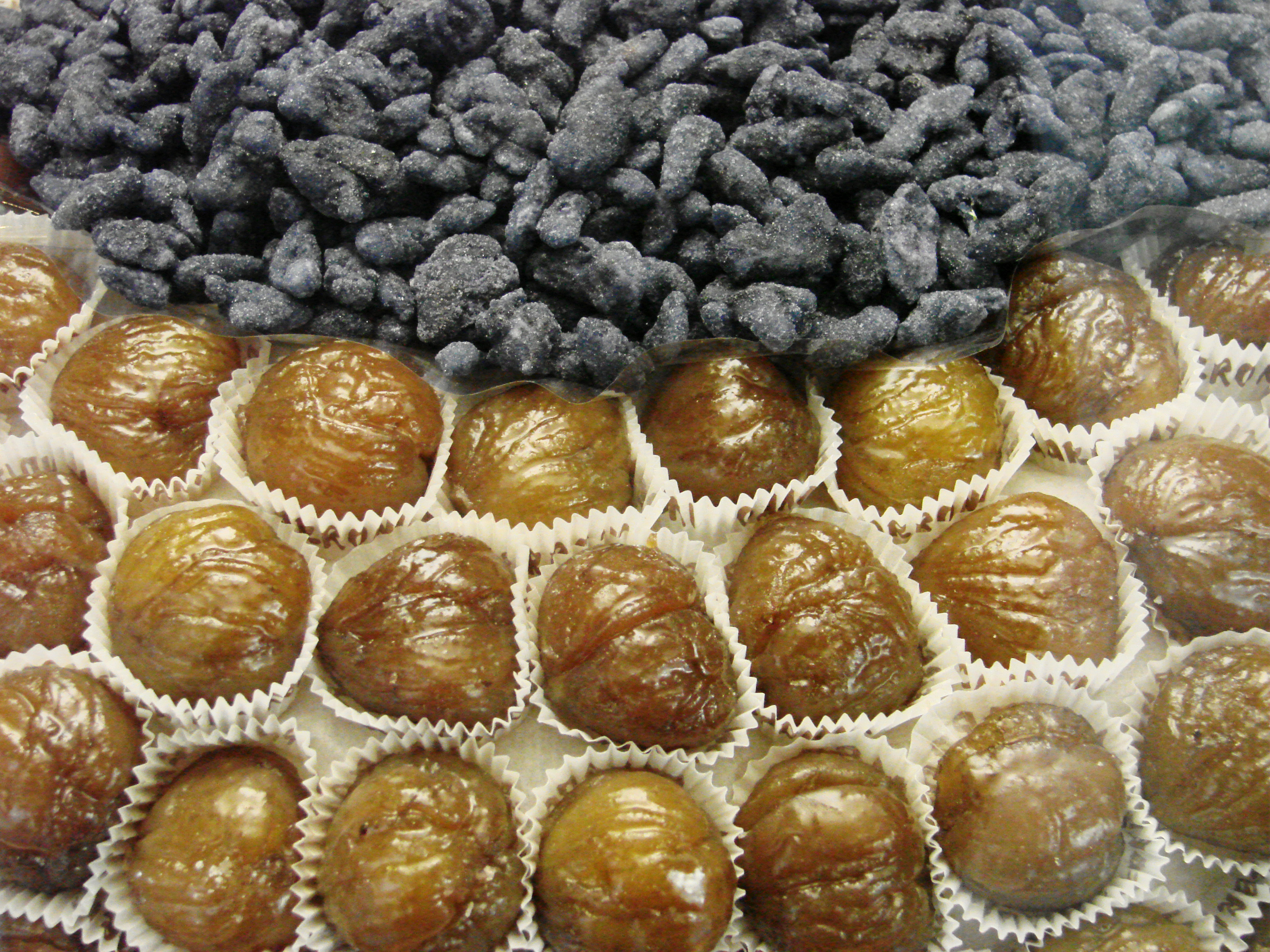
Castanyes confitades. Especialitat francesa sota el nom de marron glacé

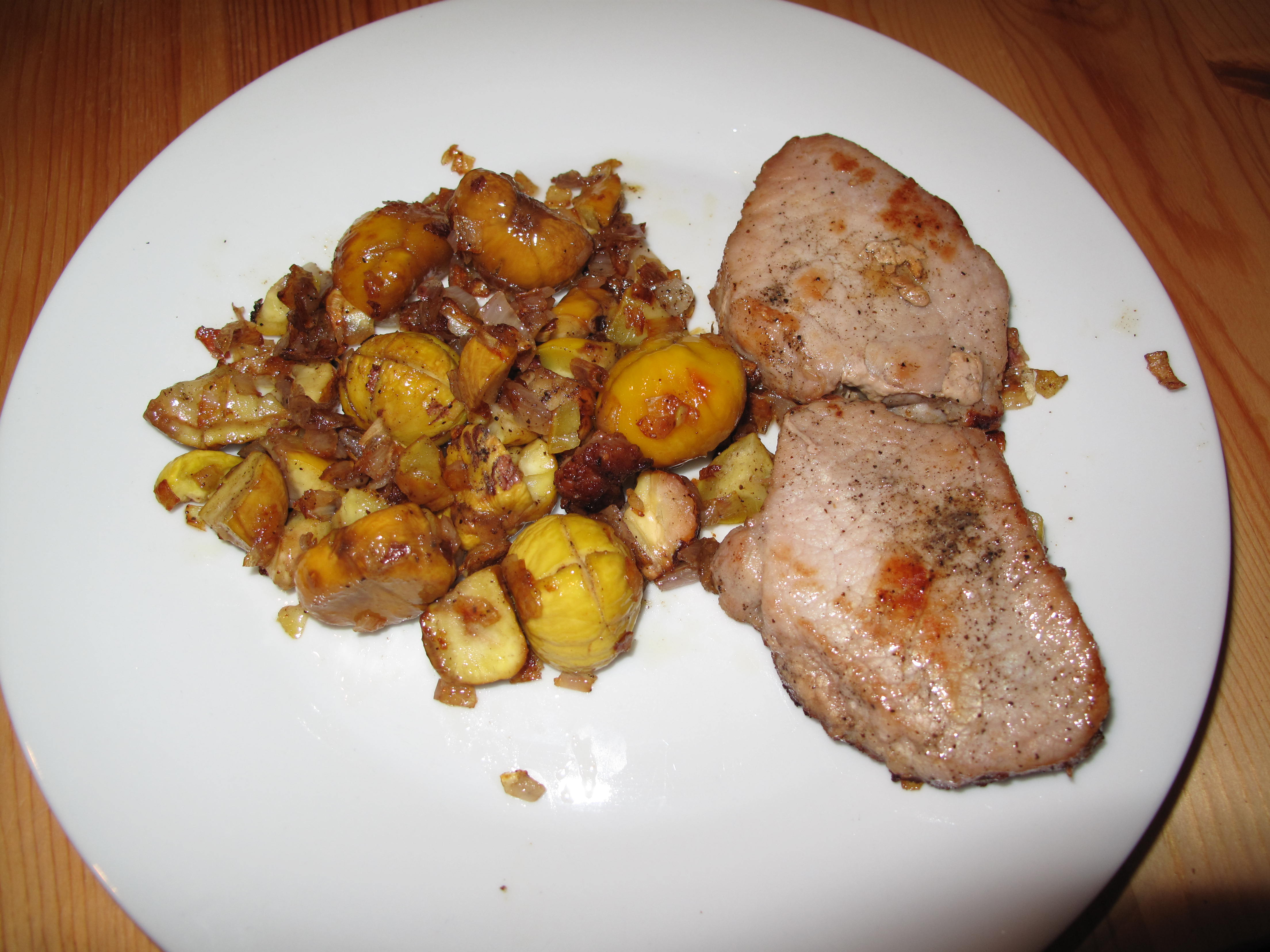
Cuina txeca: llom de porc amb castanyes saltades amb escalunya.

A Catalunya, se celebra la tradicional festa de la castanyada la nit de Tots Sants, dia 1 de novembre, tot i que és freqüent que es traslladi a la vigília.
La castanya, fruita del castanyer, és un dels productes més populars de la tardor. Actualment és típic de menjar-ne per Tots Sants, torrades o bullides. Però en el passat era un ingredient molt present en la cuina catalana. Abans de l'arribada de nous productes provinents d'Amèrica, la castanya solia substituir la patata en molts plats, com ara cremes o acompanyaments de la carn.
Actualment, a Barcelona, i arreu de Catalunya, la castanya és la menja principal de la festa de Tots Sants, juntament amb els panellets i els moniatos. Durant aquests dies, s'organitzen castanyades i la ciutat s'omple de parades que en venen –ben calentes i embolicades en paperines– i de la flaire singular que deixen anar quan les torren.
Els historiadors creuen que la castanyada deriva d'antics àpats funeraris, en els quals no se servien més aliments que llegums i fruita seca, a banda els populars panellets. L'acte tenia una part simbòlica de comunió amb l'ànima dels morts: mentre torraven castanyes resaven el rosari en record dels familiars difunts.

### Altres indrets
En alguns països les castanyes es mengen bullides, saltades o també es fa farina. En alguns països les castanyes torrades, bullides o polvoritzades s'han usat tradicionalment com a «talla-fam» per a gent humil, cosa que ha donat diversos pans, galetes i pastissos fets amb farina de castanya arreu del món. També és freqüent el seu ús per a fer licors. A França es poden preparar dolces, les marron glacé (castanyes confitades), o salades, és a dir bullides i fetes servir com a hidrat de carboni per a omplir i allargar plats, o com a variant per a les patates a guisats. En aquest país es consideren típiques del Nadal. En alguns llocs els castanyers es cultiven en terres on altres conreus més rics, com el blat o la vinya, no poden créixer, on per tant no sofreixen de la "competència" d'aquests, sovint per a abastir de midó com a aliment els pagesos humils.

## Conservació
Per tal de conservar les castanyes per al consum durant tot l'hivern, cal que siguin completament seques abans de retirar-les del pelló, pelluc o boga ço és la closca espinosa que les conté. Després cal desar-les en una caixa o un barril, cobertes de sorra fina. Qualsevol cuc que pogués ser dins d'alguna castanya sortirà a la superfície a la recerca d'aire i no danyarà cap altra castanya.